# حذرة (يهر)

تعديل مصدري - تعديل

حذرة هي إحدى قرى عزلة يهر بمديرية يهر التابعة لمحافظة لحج، بلغ تعداد سكانها 395 نسمة حسب تعداد اليمن لعام 2004.